# Rhinesomus triqueter
Rhinesomus triqueter är en fiskart som först beskrevs av Carl von Linné 1758.  Rhinesomus triqueter ingår i släktet Rhinesomus och familjen koffertfiskar. Inga underarter finns listade i Catalogue of Life.